# مایک جونز (بازیکن فوتبال)
مایک جونز (انگلیسی: Mike Jones؛ زادهٔ ۱۵ اوت ۱۹۸۷) بازیکن فوتبال اهل بریتانیا است.
از باشگاه‌هایی که در آن بازی کرده‌است می‌توان به باشگاه فوتبال ترانمره راورز، باشگاه فوتبال بری، باشگاه فوتبال اولدهام اتلتیک، باشگاه فوتبال کراولی تاون، باشگاه فوتبال شروزبری تاون، و باشگاه فوتبال شفیلد ونزدی اشاره کرد.